# Dorothy Shakespear

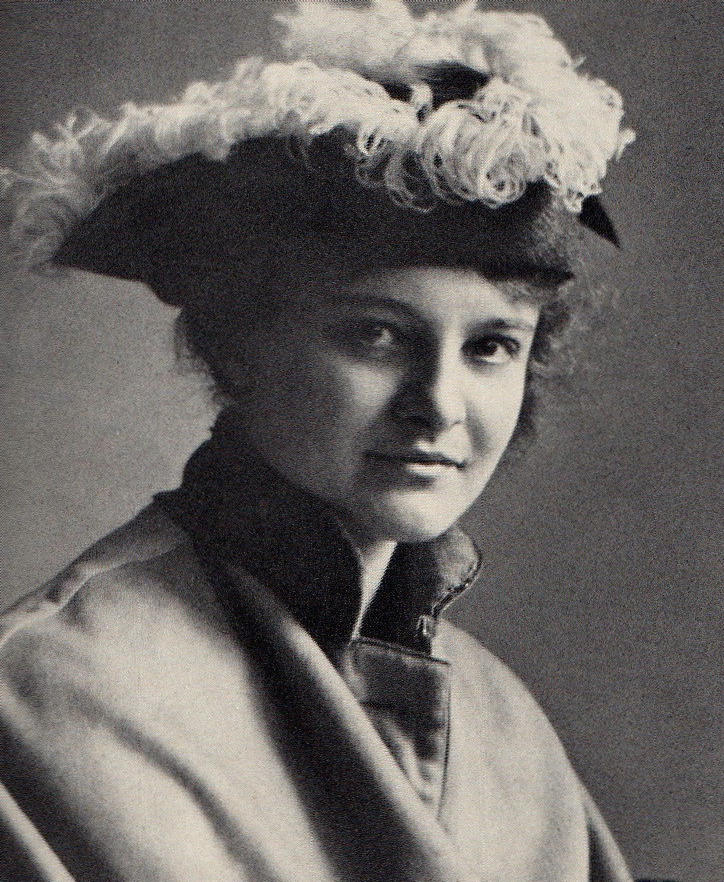
Dorothy Shakespear Pound cirka. 1910–1920.

Dorothy Shakespear, född 14 september 1886, död 8 december 1973 i London, var en engelsk konstnär som gifte sig med den amerikanska poeten Ezra Pound. Hon var dotter till författaren Olivia Shakespear. Dorothy Shakespear var en av få kvinnliga vorticistmålare och hade konstverk som publiceras i den kortlivade men inflytelserika litterära tidskriften BLAST.